# Costaria
Genre
Costaria est un genre d'algues brunes de la famille des Costariaceae selon AlgaeBase (31 oct. 2012) et NCBI (31 oct. 2012), ou bien de la famille des Laminariaceae selon Catalogue of Life (31 oct. 2012) et ITIS (31 oct. 2012).

## Liste d'espèces
Selon AlgaeBase (31 oct. 2012) :
- Costaria costata (C.Agardh) De A.Saunders (espèce type)
- Costaria latifolia Postels & Ruprecht

Selon Catalogue of Life (31 oct. 2012) et NCBI (31 oct. 2012) :
- Costaria costata

Selon ITIS (31 oct. 2012) :
- Costaria costata C. Ag.
- Costaria turneri Greville, 1830